# Victor-Hugo (Toulouse)
Pour les articles homonymes, voir Victor, Hugo et Victor Hugo.
Victor-Hugo, à Toulouse, désigne un quartier situé dans le centre-ville, entre la place Wilson et l'avenue d'Alsace-Lorraine. Le cœur de ce quartier est le marché Victor Hugo, aujourd'hui surplombé d'un parking aérien sur plusieurs niveaux.

## Histoire du marché

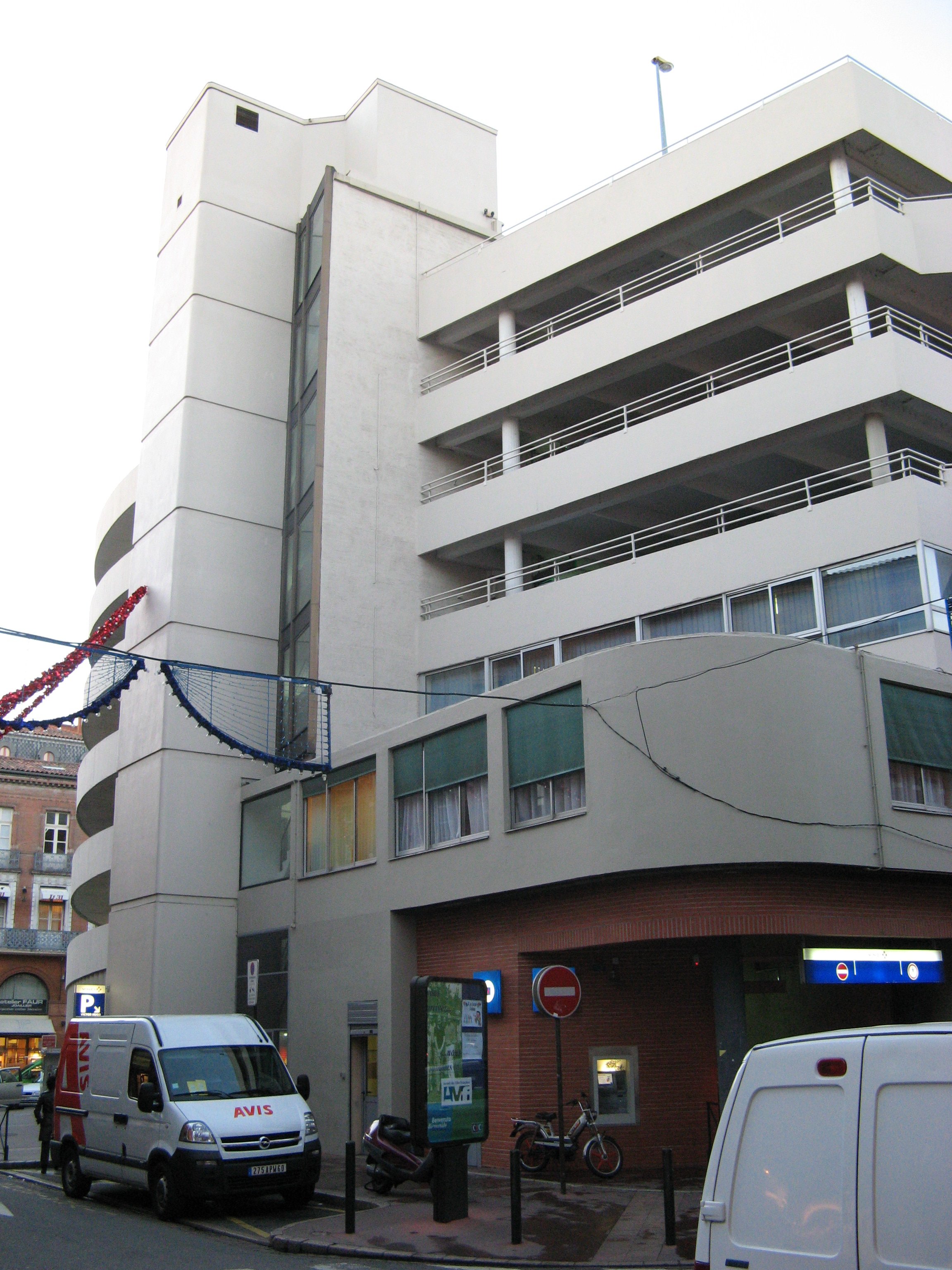
L'entrée piétonne du parking Victor-Hugo de nos jours, au-dessus du marché.

Avant le percement de la rue d'Alsace-Lorraine, l'actuelle place Victor-Hugo s'appelait place du Marché au bois. Il s'y tenait un marché au bois dit aussi marché aux vieilleries. Ce marché était une vaste halle de bois, construite en 1825 à l'emplacement de l'ancien rempart Villeneuve détruit. En 1827, lors de la démolition des remparts qui entourent le cœur de la ville depuis le Moyen Âge, il est décidé de créer un marché au bois dans une place publique au nord de la ville qui commence à s'urbaniser. La place est achevée en 1832. Il fut nommé "Victor Hugo" en 1885, à l'occasion d'un couronnement du poète par les Jeux Floraux. Sur la place s'y tient un marché au fourrage. Au même moment sur la même place débute la réflexion sur l'installation d'un marché couvert. Cette réflexion traverse tout le XIXe siècle et atteint une première phase de réalisation en 1860. La construction du marché au bois est due à l’insuffisance du marché couvert d'Esquirol qui vient d’être inauguré et de la nécessité d'en établir de nouveaux dans différents points de la ville. 
Ournac reprend ce projet après son élection à la tête de la municipalité en 1889. L'architecte de ville, Joseph Galinier dresse les plans du marché. L'entreprise l'adjudicataire lyonnaise est choisie le 20 décembre 1889. La construction du marché Victor Hugo avance rapidement, mais très vite les travaux sont arrêtés pour cause d’intempéries et pour la faillite de l'adjudicataire, alors que seule la structure métallique est achevée. Le conseil municipal termine le chantier malgré le coût important des frais. Il décide de s'adresser à des constructeurs plus qualifiés pour ne pas avoir les déconvenues précédentes. Le marché Victor Hugo est inauguré le 20 mars 1892 et ouvert le 1er juillet mais les travaux ne sont pas totalement achevées. Ils seront achevés l'année suivante, en 1893. Le marché Victor Hugo se présente sous la forme d'un grand édifice rectangulaire, il se compose d'une nef centrale. L'édifice repose sur un sous-sol de caves voûtées. Quatre entrées se trouvent sur les pignons de la nef centrale. Deux marquises courent le long des élévations latérales, l’édifice repose sur des piliers en fonte et il est recouvert d'une charpente métallique.
Avec la construction de la halle métallique, en 1892, le marché aux vieilleries fut transféré Place Saint-Sernin.
La nouvelle halle, de type Baltard fut elle-même détruite en 1959, et remplacée par le marché-parking actuel.
Le marché Victor Hugo est aujourd'hui un des grands marchés de référence pour l'alimentation à Toulouse.